# КрАЗ C26.2
КрАЗ С26.2М (КрАЗ-7511С4, англ. KrAZ C26.2M) — семейство крупнотоннажных грузовых автомобилей-самосвалов повышенной грузоподъемности производства АвтоКрАЗ с компоновочной схемой «кабина над двигателем» и колесной формулой 6х4 предназначен для перевозки сыпучих и навалочных грузов по дорогам с твердым покрытием, в том числе из булыжника и щебня, и по грунтовым дорогам. Этот автомобиль был создан по плану ОКР и НИР в конце 2013 года и впервые представлен на 12-й Международной специализированной выставке «СтройТех 2014» в начале марта 2014 года.

## Описание
Самосвал, грузоподъемностью 26 тонн, оснащен мощным 400-сильным рядным дизельным двигателем Weichai WP12.400E40 экологического класса Евро-4, с потенциалом обеспечения Евро-5. Двигатель агрегатирован со сцеплением MFZ-430 и 9 ст. механической коробкой передач 9JS200ТА.
На КрАЗ С26.2М установлена лицензионная кабина MAN TGA производства Hubei Qixing (модель PW21), со спальным местом.
Самосвал КрАЗ С26.2М оборудован новой 14-кубовой самосвальной платформой полукруглого сечения с телескопическим подъемным механизмом «Binotto».